# 本多政朝
本多 政朝（ほんだ まさとも）は、江戸時代前期の大名。上総国大多喜藩の第3代藩主、播磨国龍野藩主、播磨姫路藩の第2代藩主。忠勝系本多家宗家3代。本多忠勝の孫。

## 略歴
慶長4年（1599年）、本多忠勝の長男本多忠政（後に姫路藩の初代藩主）の次男として生まれる。母は松平信康の娘・熊姫。
叔父である上総大多喜藩主本多忠朝が慶長20年（1615年）、大坂夏の陣で討死すると、幼少である忠朝の子・本多政勝に代わって大多喜藩を相続する。元和3年（1617年）に播磨龍野藩5万石に移封される。その後、寛永3年（1626年）に兄であり本多家宗家播磨国姫路藩の嫡子である本多忠刻が病死すると、宗家の嫡子となる。
寛永8年（1631年）、父の死去により家督を相続して姫路藩主となった。なお、相続前に所有していた5万石は、弟の本多忠義に1万石、従兄弟の本多政勝に4万石を分与した。
寛永15年（1638年）死去。跡を政勝が養子となって継いだ。

## 系譜
父母
- 本多忠政（父）
- 妙高院、熊姫 ー 松平信康の次女（母）

正室
- 千代 ー 本多忠朝の娘

子女
- 本多政長（長男）
- 本多政信（次男）[1]

養子
- 本多政勝 ー 本多忠朝の次男

## 墓所・霊廟
- 兵庫県姫路市の圓教寺に本多家廟屋があり、忠政の廟所は寛永15年（1638年）に建立された[2]。